# Habranthus saipinensis
Habranthus saipinensis är en amaryllisväxtart som beskrevs av Pierfelice Ravenna. Habranthus saipinensis ingår i släktet Habranthus och familjen amaryllisväxter.
Artens utbredningsområde är Bolivia. Inga underarter finns listade i Catalogue of Life.